# Necrópolis de La Beleña

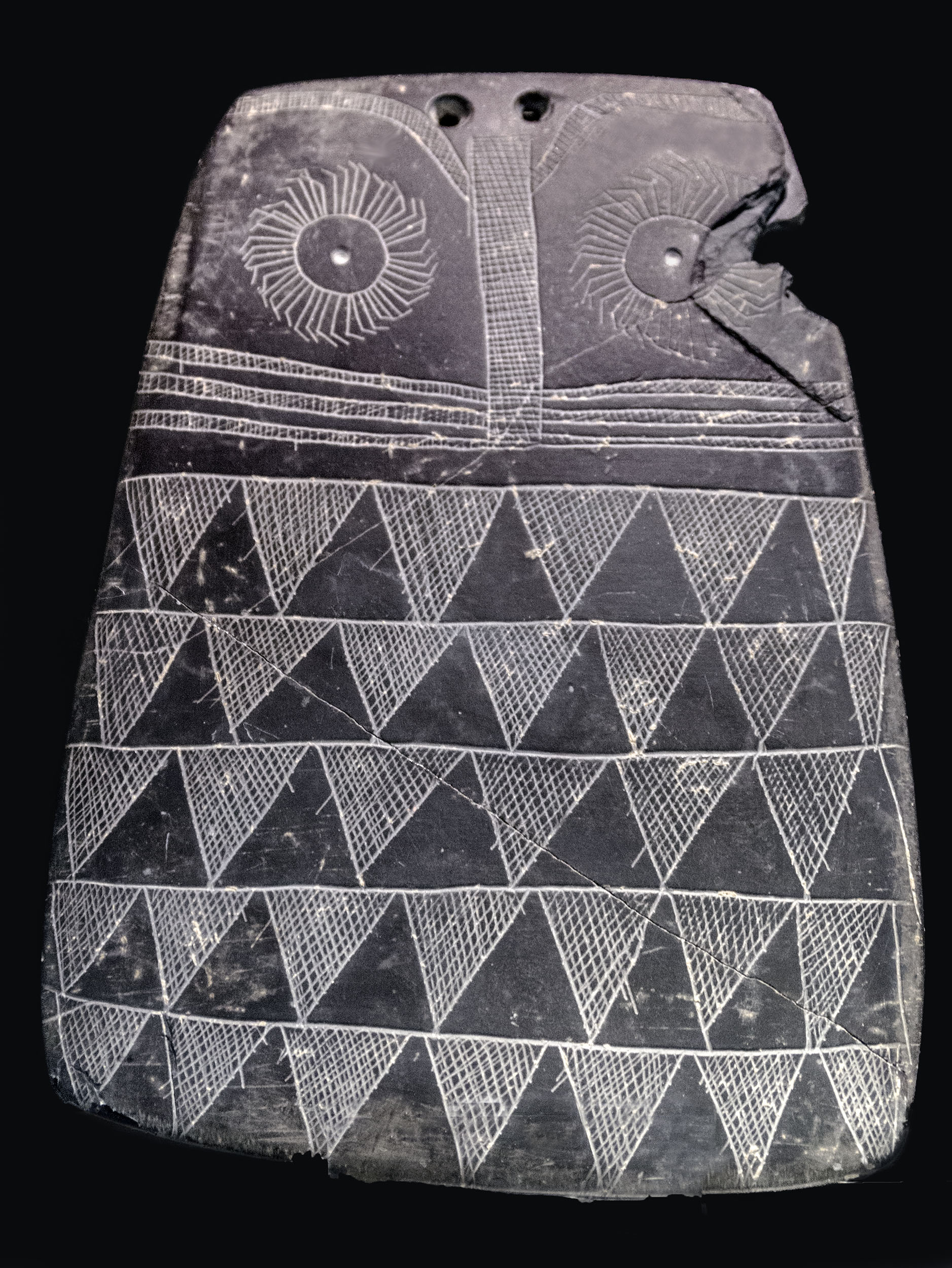
El ídolo-placa encontrado en Valencina de la Concepción es muy similar al encontrado en La Beleña.

La necrópolis de La Beleña es un yacimiento funerario prehistórico ubicado en el municipio de Cabra, en la provincia de Córdoba, España. Perteneciente al periodo de transición entre el Neolítico y la Edad del Cobre, según las pruebas de carbono-14, utilizadas entre los años 3.379 y 2.886 a. C., se trata de unos de los hipogeos más antiguos de la península ibérica.

## Descubrimiento y excavaciones

### Primera excavación(1973)
La primera tumba, denominada Sepultura 1, fue descubierta en 1973 tras un movimiento de tierras para la plantación de un olivar; los operarios de la maquinaria dieron aviso al Ayuntamiento de Cabra, quien mandó al director del recién creado Museo Arqueológico de Cabra Julián García García, quien había trabajado en otros yacimientos arqueológicos. Se procedió a la inspección del hipogeo, extrayéndose varios cráneos y huesos, así como varias puntas de flecha, cuchillos de sílex y una escudilla de cerámica. En 1983 Julián García realizó una publicación sobre el hallazgo y la exhumación de los restos humanos por el profesor de la Universidad de Granada Manuel García Sánchez, quien estimó el número de individuos en cuatro masculinos y tres femeninos. Los restos humanos fueron trasladados al Departamento de Antropología de la Universidad de Granada, siendo recuperados en 2017 para su comparativa con las excavaciones más actuales.

### Segunda excavación(2015-actualidad)
Asimismo, en mayo de 2015 aparece una nueva tumba, denominada Sepultura 2, debido a unas labores agrícolas en esta zona olivera, por lo que el propietario decide avisar a las autoridades municipales, además de ceder la parcela al Ayuntamiento de Cabra. Dicha institución comienza las primeras excavaciones por vía urgente sufragadas íntegramente por el mismo ente. Desde ese año, se han ido produciendo trabajos de investigación anualmente, especialmente en periodo estival, realizados por la Universidad de La Laguna (Islas Canarias), siendo la directora del proyecto la profesora de Prehistoria y arqueóloga María Dolores Camalich Massieu y uno de sus colaboradores el catedrático de Prehistoria Dimas Martín Socas. Ella misma destacó que se «trata de un yacimiento funerario completamente intacto», por lo que ha permanecido sellado desde hace más de cinco milenios.
Tras observar una serie de anomalías en el terreno, se decide excavar de nuevo en 2016, hallándose las Sepulturas 3 y 4 que, junto a la campaña anterior, constataba la aparición de treinta cadáveres en excepcional estado de conservación, lo que hizo que el yacimiento pudiera unirse al proyecto de investigación internacional Iberia, financiado por la Australian y Swedish Research Council. Este proyecto pretende hacerse cargo de los gastos de las analíticas que se llevan a cabo en la Universidad de Upsala (Suecia), ya que su objetivo es conocer las primeras sociedades agricultoras y ganaderas de Andalucía. En 2017 se descubrió la denominada Sepultura 5 y, finalmente, entre los años 2018 y 2019 se investigó la Sepultura 6; estas últimas campañas arqueológicas llevaron a aumentar el número de cuerpos descubiertos a medio centenar, aunque se cree que podrían alcanzar alrededor de doscientos en su totalidad cuando se terminen las excavaciones en 2020.

#### Ídolo-placa
A finales de julio de 2019, en la quinta campaña de excavación y la más ambiciosa hasta el momento, se descubrió un ídolo-placa realizado en esquisto y con formas geométricas en zigzag, artefacto relacionado con las construcciones megalíticas que suele aparecer junto a los cadáveres prehistóricos. Se encuentra fechado en el 3.300 a. C. aproximadamente, y será restaurado y puesto en valor para ser exhibido en el Museo Arqueológico de Cabra. Su aparición es excepcional, ya que se ha encontrado en una zona no tan común, debido a que la mayoría de estos ídolos-placa suelen aparecer en el Algarve portugués o Extremadura.